# Montoir-de-Bretagne
Montoir-de-Bretagne (bret. Mouster-al-Loc’h) – miejscowość i gmina we Francji, w regionie Kraj Loary, w departamencie Loara Atlantycka.
Według danych na rok 2010 gminę zamieszkiwały 6793 osoby, a gęstość zaludnienia wynosiła 183 osoby/km².